# Дом Гурвича
Дом Гурвича — историческое здание XIX века в Минске, памятник архитектуры (номер 711Е000001). Расположен по адресу: Революционная улица, дом 6.

## История
Здание было построено в начале XIX века. Его архитектурный облик сформировался до середины XIX века. Первый известный владелец дома — мещанин Калман Янкелевич Гурвич (вторая половина XIX века). Дом серьёзно пострадал при большом минском пожаре 1881 года, был восстановлен. В конце XIX века дом принадлежал мещанину Михелю Лейбовичу Грушкину. В это время во дворе находились два каменных флигеля. В одном из флигелей в начале XX века находилась частная клиника доктора Симона Давидовича Каминского на 6 коек. В 1920 году дом национализирован, помещения переоборудованы под коммунальные квартиры. Во время Великой Отечественной войны дом не пострадал. Во время послевоенных ремонтов утрачена внутренняя планировка здания и частично — декор фасадов. В конце XIX века дом занимали жилые квартиры и различные организации.

## Архитектура
Здание оформлено в стиле классицизма. Это двухэтажный жилой дом с высоким цокольным этажом. В правой части фасада размещена проездная арка с крестообразным перекрытием. 1-й и 2-й этажи разделены карнизом. Оконные проёмы прямоугольной формы украшают прямые сандрики.